# Јунион Хил (Илиноис)
Јунион Хил (енгл. Union Hill) град је у америчкој савезној држави Илиноис.

## Демографија
По попису из 2010. године број становника је 58, што је 8 (-12,1%) становника мање него 2000. године.
| Група             | 2000.      | 2010.      |
| Белци             | 65 (98,5%) | 53 (91,4%) |
| Афроамериканци    | 0 (0,0%)   | 5 (8,6%)   |
| Азијати           | 0 (0,0%)   | 0 (0,0%)   |
| Хиспаноамериканци | 0 (0,0%)   | 0 (0,0%)   |
| Укупно            | 66         | 58         |